# Sical peralinus
Sical peralinus is een insect uit de familie van de mierenleeuwen (Myrmeleontidae), die tot de orde netvleugeligen (Neuroptera) behoort. 
Sical peralinus is voor het eerst wetenschappelijk beschreven door Navás in 1928.